# بيليبينو
بيليبينو (بالروسية: Билибино) هي إحدى مدن روسيا في الكيان الفدرالي الروسي أوكروغ تشوكوتكا الذاتية. يبلغ عدد سكانها 5,506 نسمة (وفق إحصاء عام 2010).

## المناخ
يظهر الجدول التالي التغييرات المناخية على مدار السنة لبيليبينو:
| البيانات المناخية لـبيليبينو      | البيانات المناخية لـبيليبينو | البيانات المناخية لـبيليبينو | البيانات المناخية لـبيليبينو | البيانات المناخية لـبيليبينو | البيانات المناخية لـبيليبينو | البيانات المناخية لـبيليبينو | البيانات المناخية لـبيليبينو | البيانات المناخية لـبيليبينو | البيانات المناخية لـبيليبينو | البيانات المناخية لـبيليبينو | البيانات المناخية لـبيليبينو | البيانات المناخية لـبيليبينو | البيانات المناخية لـبيليبينو |
| الشهر                             | يناير                        | فبراير                       | مارس                         | أبريل                        | مايو                         | يونيو                        | يوليو                        | أغسطس                        | سبتمبر                       | أكتوبر                       | نوفمبر                       | ديسمبر                       | المعدل السنوي                |
| --------------------------------- | ---------------------------- | ---------------------------- | ---------------------------- | ---------------------------- | ---------------------------- | ---------------------------- | ---------------------------- | ---------------------------- | ---------------------------- | ---------------------------- | ---------------------------- | ---------------------------- | ---------------------------- |
| الدرجة القصوى °م (°ف)             | 3.8 (38.8)                   | 2.4 (36.3)                   | 5.0 (41.0)                   | 8.6 (47.5)                   | 22.2 (72.0)                  | 30.6 (87.1)                  | 33.0 (91.4)                  | 29.8 (85.6)                  | 23.3 (73.9)                  | 11.6 (52.9)                  | 2.0 (35.6)                   | 3.5 (38.3)                   | 33.0 (91.4)                  |
| متوسط درجة الحرارة الكبرى °م (°ف) | −27.7 (−17.9)                | −26.0 (−14.8)                | −16.4 (2.5)                  | −7.0 (19.4)                  | 5.9 (42.6)                   | 17.1 (62.8)                  | 19.4 (66.9)                  | 15.7 (60.3)                  | 7.3 (45.1)                   | −6.7 (19.9)                  | −17.0 (1.4)                  | −24.8 (−12.6)                | −5.0 (23.0)                  |
| المتوسط اليومي °م (°ف)            | −32.1 (−25.8)                | −31.1 (−24.0)                | −22.6 (−8.7)                 | −13.6 (7.5)                  | 0.7 (33.3)                   | 10.8 (51.4)                  | 12.7 (54.9)                  | 9.2 (48.6)                   | 2.5 (36.5)                   | −9.5 (14.9)                  | −21.0 (−5.8)                 | −29.1 (−20.4)                | −10.3 (13.5)                 |
| متوسط درجة الحرارة الصغرى °م (°ف) | −36.9 (−34.4)                | −36.5 (−33.7)                | −29.1 (−20.4)                | −20.6 (−5.1)                 | −5.1 (22.8)                  | 4.1 (39.4)                   | 6.5 (43.7)                   | 3.1 (37.6)                   | −2.1 (28.2)                  | −13.6 (7.5)                  | −25.8 (−14.4)                | −33.8 (−28.8)                | −15.8 (3.5)                  |
| أدنى درجة حرارة °م (°ف)           | −49.7 (−57.5)                | −52.2 (−62.0)                | −50.4 (−58.7)                | −40 (−40)                    | −23.0 (−9.4)                 | −7.7 (18.1)                  | −3.2 (26.2)                  | −9.6 (14.7)                  | −15.1 (4.8)                  | −31.4 (−24.5)                | −46.5 (−51.7)                | −49.3 (−56.7)                | −52.2 (−62.0)                |
| الهطول مم (إنش)                   | 15 (0.6)                     | 9 (0.4)                      | 6 (0.2)                      | 6 (0.2)                      | 7 (0.3)                      | 21 (0.8)                     | 37 (1.5)                     | 34 (1.3)                     | 18 (0.7)                     | 14 (0.6)                     | 17 (0.7)                     | 14 (0.6)                     | 198 (7.9)                    |
| المصدر:                           |                              |                              |                              |                              |                              |                              |                              |                              |                              |                              |                              |                              |                              |

## أعلام
- ايغور شوفالوف

## الوصلات الخارجية
- الموقع الرسمي لمدينة بيليبينو